# وون-جيل سون
وون-جيل سون (هانغل: 손원길) هو لاعب كرة قدم كوري جنوبي في مركز الوسط، ولد في 1999 في كوريا الجنوبية. لعب مع Kapfenberger SV ‏.

## وصلات خارجية
- وون-جيل سون على موقع قاعدة بيانات كرة القدم.إي يو (الإنجليزية)
- وون-جيل سون على موقع Soccerway.com (الإنجليزية)
- وون-جيل سون على موقع عالم كرة القدم.نت (الإنجليزية)